# Dipartimento di San Marcos
Il dipartimento di San Marcos è uno dei 22 dipartimenti del Guatemala, il capoluogo è la città di San Marcos.

## Comuni
Il dipartimento di San Marcos conta 29 comuni:

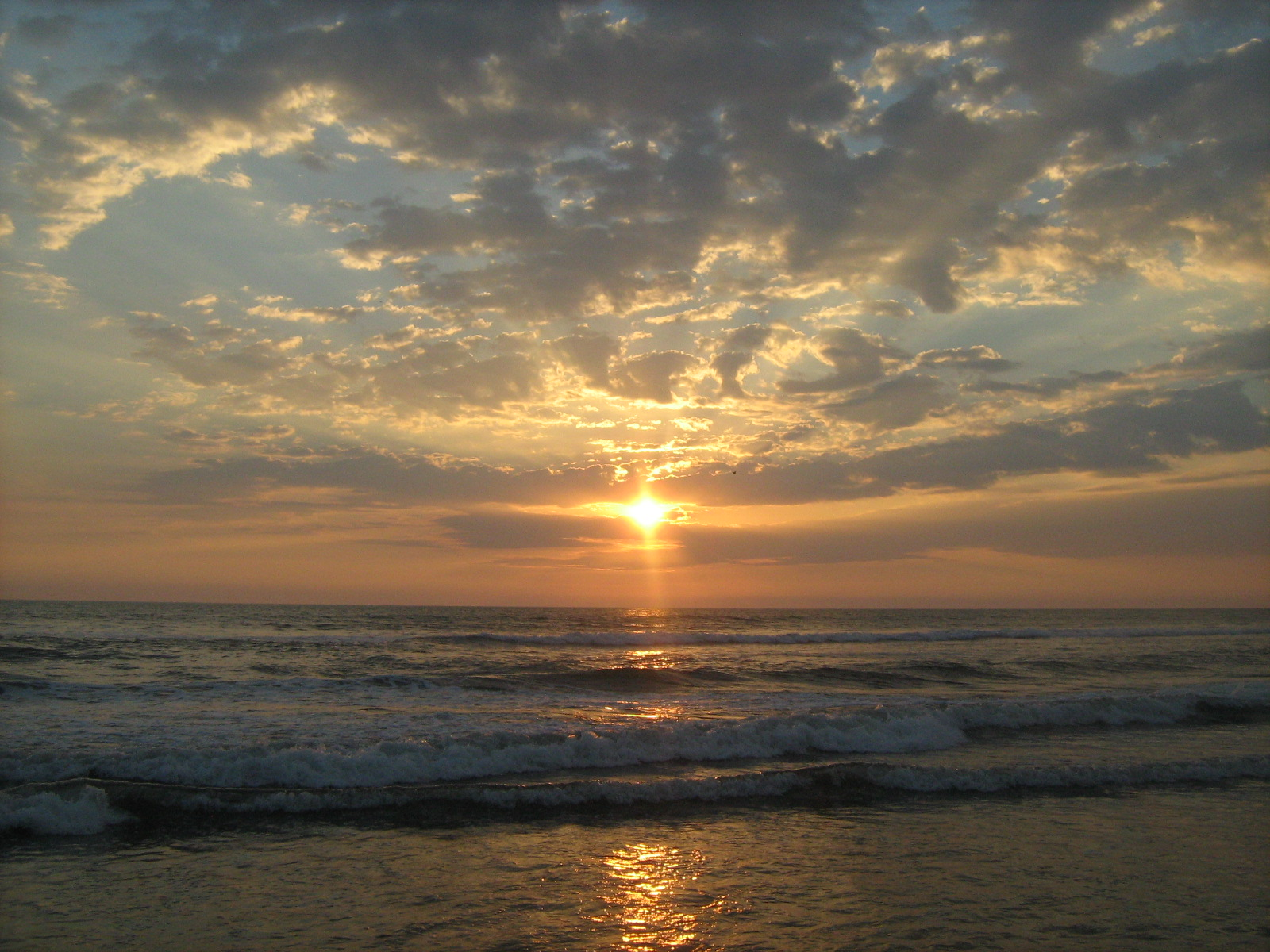
Splaggia di Tilapa, Ocós, San Marcos

- Ayutla
- Catarina
- Comitancillo
- Concepción Tutuapa
- El Quetzal
- El Rodeo
- El Tumbador
- Esquipulas Palo Gordo
- Ixchiguán
- La Reforma
- Malacatán
- Nuevo Progreso
- Ocós
- Pajapita
- Río Blanco
- San Antonio Sacatepéquez
- San Cristóbal Cucho
- San José Ojetenam
- San Lorenzo
- San Marcos
- San Miguel Ixtahuacán
- San Pablo
- San Pedro Sacatepéquez
- San Rafael Pié de la Cuesta
- Sibinal
- Sipacapa
- Tacaná
- Tajumulco
- Tejutla